# Calligrapha californica
Espèce
Sous-espèces de rang inférieur
- Calligrapha californica californica Linell, 1896
- Calligrapha californica corepsivora Brown, 1945[2],[3]

Synonymes
- Calligrapha (Bidensomela) californica
- Calligrapha coreopsivora
- Calligrapha elegans (Olivier) Beaulne, 1939[4]
- Calligrapha elegans var. californica Linell, 1896
- Chrysomela elegans Olivier, 1807[5], not Gmelin, 1789
- Coreopsomela elegans (Olivier, 1807)[2]

Calligrapha californica est une espèce de coléoptères de la famille des Chrysomelidae. Elle est trouvée aux États-Unis et au Canada.